# 15e étape du Tour de France 2002
Pour un article plus général, voir Tour de France 2002.
La 15e étape du Tour de France 2002 a eu lieu le 23 juillet 2002 entre Vaison-la-Romaine et la station des Deux Alpes sur une distance de 226,5 km. Elle a été remportée par le Colombien Santiago Botero (Kelme-Costa Blanca). Il devance les deux Belges Mario Aerts (Lotto-Adecco) de près de deux minutes et Axel Merckx (Domo-Farm Frites) de deux minutes trente. L'Américain Lance Armstrong (U.S. Postal Service) conserve la tête du classement général et le maillot jaune à l'issue de l'étape.

## Classement de l'étape
| \| Classement de l'étape \| Classement de l'étape \| Classement de l'étape \| Classement de l'étape \| Classement de l'étape \| \| Coureur \| Coureur \| Pays \| Équipe \| Temps \| \| --------------------- \| -------------------------- \| --------------------- \| --------------------- \| --------------------- \| \| 1er \| Santiago Botero \| Colombie \| Kelme-Costa Blanca \| 5 h 55 min 16 s \| \| 2e \| Mario Aerts \| Belgique \| Lotto-Adecco \| + 1 min 51 s \| \| 3e \| Axel Merckx \| Belgique \| Domo-Farm Frites \| + 2 min 30 s \| \| 4e \| Emmanuel Magnien \| France \| Bonjour \| + 4 min 22 s \| \| 5e \| Sandy Casar \| France \| Fdjeux.com \| + 4 min 28 s \| \| 6e \| José Vicente García Acosta \| Espagne \| iBanesto.com \| + 5 min 15 s \| \| 7e \| Raimondas Rumšas \| Lituanie \| Lampre-Daikin \| + 6 min 41 s \| \| 8e \| Joseba Beloki \| Espagne \| ONCE-Eroski \| + 6 min 41 s \| \| 9e \| Lance Armstrong \| États-Unis \| US Postal Service \| DQ \| \| 10e \| Francisco Mancebo \| Espagne \| iBanesto.com \| + 6 min 46 s \| |                            |            |                    |                 |
| |                            |            |                    |                 |
| |                            |            |                    |                 |
| Classement de l'étape |                            |            |                    |                 |
| Coureur | Coureur                    | Pays       | Équipe             | Temps           |
| 1er | Santiago Botero            | Colombie   | Kelme-Costa Blanca | 5 h 55 min 16 s |
| 2e | Mario Aerts                | Belgique   | Lotto-Adecco       | + 1 min 51 s    |
| 3e | Axel Merckx                | Belgique   | Domo-Farm Frites   | + 2 min 30 s    |
| 4e | Emmanuel Magnien           | France     | Bonjour            | + 4 min 22 s    |
| 5e | Sandy Casar                | France     | Fdjeux.com         | + 4 min 28 s    |
| 6e | José Vicente García Acosta | Espagne    | iBanesto.com       | + 5 min 15 s    |
| 7e | Raimondas Rumšas           | Lituanie   | Lampre-Daikin      | + 6 min 41 s    |
| 8e | Joseba Beloki              | Espagne    | ONCE-Eroski        | + 6 min 41 s    |
| 9e | Lance Armstrong            | États-Unis | US Postal Service  | DQ              |
| 10e | Francisco Mancebo          | Espagne    | iBanesto.com       | + 6 min 46 s    |

## Classement général
| \| Classement général \| Classement général \| Classement général \| Classement général \| Classement général \| \| Coureur \| Coureur \| Pays \| Équipe \| Temps \| \| ------------------ \| ------------------------- \| ------------------ \| ------------------ \| ------------------ \| \| 1er \| Lance Armstrong \| États-Unis \| US Postal Service \| DQ \| \| 2e \| Joseba Beloki \| Espagne \| ONCE-Eroski \| + 4 min 21 s \| \| 3e \| Raimondas Rumšas \| Lituanie \| Lampre-Daikin \| + 6 min 09 s \| \| 4e \| Igor González de Galdeano \| Espagne \| ONCE-Eroski \| + 8 min 50 s \| \| 5e \| Francisco Mancebo \| Espagne \| iBanesto.com \| + 10 min 54 s \| \| 6e \| José Azevedo \| Portugal \| ONCE-Eroski \| + 11 min 11 s \| \| 7e \| Santiago Botero \| Colombie \| Kelme-Costa Blanca \| + 11 min 31 s \| \| 8e \| Roberto Heras \| Espagne \| US Postal Service \| + 11 min 46 s \| \| 9e \| Levi Leipheimer \| États-Unis \| Rabobank \| DQ \| \| 10e \| Ivan Basso \| Italie \| Fassa Bortolo \| + 14 min 07 s \| |                           |            |                    |               |
| |                           |            |                    |               |
| |                           |            |                    |               |
| Classement général |                           |            |                    |               |
| Coureur | Coureur                   | Pays       | Équipe             | Temps         |
| 1er | Lance Armstrong           | États-Unis | US Postal Service  | DQ            |
| 2e | Joseba Beloki             | Espagne    | ONCE-Eroski        | + 4 min 21 s  |
| 3e | Raimondas Rumšas          | Lituanie   | Lampre-Daikin      | + 6 min 09 s  |
| 4e | Igor González de Galdeano | Espagne    | ONCE-Eroski        | + 8 min 50 s  |
| 5e | Francisco Mancebo         | Espagne    | iBanesto.com       | + 10 min 54 s |
| 6e | José Azevedo              | Portugal   | ONCE-Eroski        | + 11 min 11 s |
| 7e | Santiago Botero           | Colombie   | Kelme-Costa Blanca | + 11 min 31 s |
| 8e | Roberto Heras             | Espagne    | US Postal Service  | + 11 min 46 s |
| 9e | Levi Leipheimer           | États-Unis | Rabobank           | DQ            |
| 10e | Ivan Basso                | Italie     | Fassa Bortolo      | + 14 min 07 s |

## Classements annexes
| Classement par points | Classement par points | Classement par points | Classement par points | Classement par points |
| Coureur               | Coureur               | Pays                  | Équipe                | Points                |
| --------------------- | --------------------- | --------------------- | --------------------- | --------------------- |
| 1er                   | Robbie McEwen         | Australie             | Lotto-Adecco          | 229 pts               |
| 2e                    | Erik Zabel            | Allemagne             | Telekom               | 229 pts               |
| 3e                    | Stuart O'Grady        | Australie             | Crédit Agricole       | 170 pts               |
| 4e                    | Baden Cooke           | Australie             | Fdjeux.com            | 162 pts               |
| 5e                    | Ján Svorada           | Tchéquie              | Lampre-Daikin         | 129 pts               |

| Classement par points | Classement par points | Classement par points | Classement par points | Classement par points |
| Coureur               | Coureur               | Pays                  | Équipe                | Points                |
| --------------------- | --------------------- | --------------------- | --------------------- | --------------------- |
| 1er                   | Robbie McEwen         | Australie             | Lotto-Adecco          | 229 pts               |
| 2e                    | Erik Zabel            | Allemagne             | Telekom               | 229 pts               |
| 3e                    | Stuart O'Grady        | Australie             | Crédit Agricole       | 170 pts               |
| 4e                    | Baden Cooke           | Australie             | Fdjeux.com            | 162 pts               |
| 5e                    | Ján Svorada           | Tchéquie              | Lampre-Daikin         | 129 pts               |

| Classement de la montagne | Classement de la montagne | Classement de la montagne | Classement de la montagne | Classement de la montagne |
| Coureur                   | Coureur                   | Pays                      | Équipe                    | Points                    |
| ------------------------- | ------------------------- | ------------------------- | ------------------------- | ------------------------- |
| 1er                       | Laurent Jalabert          | France                    | CSC-Tiscali               | 173 pts                   |
| 2e                        | Lance Armstrong           | États-Unis                | US Postal Service         | DQ                        |
| 3e                        | Santiago Botero           | Colombie                  | Kelme-Costa Blanca        | 108 pts                   |
| 4e                        | Richard Virenque          | France                    | Domo-Farm Frites          | 107 pts                   |
| 5e                        | Axel Merckx               | Belgique                  | Domo-Farm Frites          | 107 pts                   |

| Classement de la montagne | Classement de la montagne | Classement de la montagne | Classement de la montagne | Classement de la montagne |
| Coureur                   | Coureur                   | Pays                      | Équipe                    | Points                    |
| ------------------------- | ------------------------- | ------------------------- | ------------------------- | ------------------------- |
| 1er                       | Laurent Jalabert          | France                    | CSC-Tiscali               | 173 pts                   |
| 2e                        | Lance Armstrong           | États-Unis                | US Postal Service         | DQ                        |
| 3e                        | Santiago Botero           | Colombie                  | Kelme-Costa Blanca        | 108 pts                   |
| 4e                        | Richard Virenque          | France                    | Domo-Farm Frites          | 107 pts                   |
| 5e                        | Axel Merckx               | Belgique                  | Domo-Farm Frites          | 107 pts                   |

| Classement du meilleur jeune | Classement du meilleur jeune | Classement du meilleur jeune | Classement du meilleur jeune | Classement du meilleur jeune |
| Coureur                      | Coureur                      | Pays                         | Équipe                       | Temps                        |
| ---------------------------- | ---------------------------- | ---------------------------- | ---------------------------- | ---------------------------- |
| 1er                          | Ivan Basso                   | Italie                       | Fassa Bortolo                | 63 h 07 min 43 s             |
| 2e                           | Nicolas Vogondy              | France                       | Fdjeux.com                   | + 7 min 14 s                 |
| 3e                           | Haimar Zubeldia              | Espagne                      | Euskaltel-Euskadi            | + 12 min 01 s                |
| 4e                           | Christophe Brandt            | Belgique                     | Lotto-Adecco                 | + 20 min 10 s                |
| 5e                           | Volodymyr Gustov             | Ukraine                      | Fassa Bortolo                | + 27 min 47 s                |

| Classement du meilleur jeune | Classement du meilleur jeune | Classement du meilleur jeune | Classement du meilleur jeune | Classement du meilleur jeune |
| Coureur                      | Coureur                      | Pays                         | Équipe                       | Temps                        |
| ---------------------------- | ---------------------------- | ---------------------------- | ---------------------------- | ---------------------------- |
| 1er                          | Ivan Basso                   | Italie                       | Fassa Bortolo                | 63 h 07 min 43 s             |
| 2e                           | Nicolas Vogondy              | France                       | Fdjeux.com                   | + 7 min 14 s                 |
| 3e                           | Haimar Zubeldia              | Espagne                      | Euskaltel-Euskadi            | + 12 min 01 s                |
| 4e                           | Christophe Brandt            | Belgique                     | Lotto-Adecco                 | + 20 min 10 s                |
| 5e                           | Volodymyr Gustov             | Ukraine                      | Fassa Bortolo                | + 27 min 47 s                |

| Classement par équipes | Classement par équipes          | Classement par équipes | Classement par équipes |
| Équipe                 | Équipe                          | Pays                   | Temps                  |
| ---------------------- | ------------------------------- | ---------------------- | ---------------------- |
| 1re                    | ONCE-Eroski                     | Espagne                | 189 h 03 min 18 s      |
| 2e                     | iBanesto.com                    | Espagne                | + 7 min 02 s           |
| 3e                     | US Postal Service               | États-Unis             | + 8 min 41 s           |
| 4e                     | Cofidis-Le Crédit par Téléphone | France                 | + 11 min 23 s          |
| 5e                     | Rabobank                        | Pays-Bas               | + 22 min 25 s          |

| Classement par équipes | Classement par équipes          | Classement par équipes | Classement par équipes |
| Équipe                 | Équipe                          | Pays                   | Temps                  |
| ---------------------- | ------------------------------- | ---------------------- | ---------------------- |
| 1re                    | ONCE-Eroski                     | Espagne                | 189 h 03 min 18 s      |
| 2e                     | iBanesto.com                    | Espagne                | + 7 min 02 s           |
| 3e                     | US Postal Service               | États-Unis             | + 8 min 41 s           |
| 4e                     | Cofidis-Le Crédit par Téléphone | France                 | + 11 min 23 s          |
| 5e                     | Rabobank                        | Pays-Bas               | + 22 min 25 s          |